# Else Schmitt
Else Marie Sofie Schmitt (* 2. Mai 1921 in Brühl; † 22. März 1995 in Köln) war eine deutsche Kommunalpolitikerin. Sie war der erste weibliche Bürgermeister der Stadt Köln.

## Biographie
Else Schmitt war gelernte Kontoristin und Dolmetscherin. Sie gehörte der SPD an, war Vorsitzende der Arbeitsgemeinschaft sozialdemokratischer Frauen in Köln und saß im Bezirksvorstand Mittelrhein.
Von 1961 bis 1984 war Schmitt Mitglied des Rates der Stadt und von 1969 bis 1975 Bürgermeisterin von Köln. Als Gewerkschafterin saß sie im Verwaltungsrat des Arbeitsamtes und setzte sich für die Ausbildung von Jugendlichen ein. Auch sprach sie sich für die Trennung von Grund- und Hauptschulen aus.
Darüber hinaus war Else Schmitt in den 1970er Jahren Mitglied des Parteirates der SPD und engagierte sich für die Reform des Paragraphen 218 des Strafgesetzbuches zur Regelung von Schwangerschaftsabbrüchen sowie des § 175 (sexuelle Handlungen zwischen Personen männlichen Geschlechts).
Zweimal – 1974 und 1986 – wurde Schmitt mit dem Bundesverdienstkreuz ausgezeichnet; 1986 erhielt sie das Bundesverdienstkreuz 1. Klasse.
1975 trat Else Schmitt zugunsten der Deutschen Fernsehlotterie in der Fernsehsendung Am laufenden Band in einem Sketch mit Klaus Kinski auf.